# Unity (hrabstwo Waldo)
Unity – jednostka osadnicza (Census-designated place) w Stanach Zjednoczonych, w stanie Maine, w hrabstwie Waldo.